# Ermita de Nuestra Señora de las Vacas

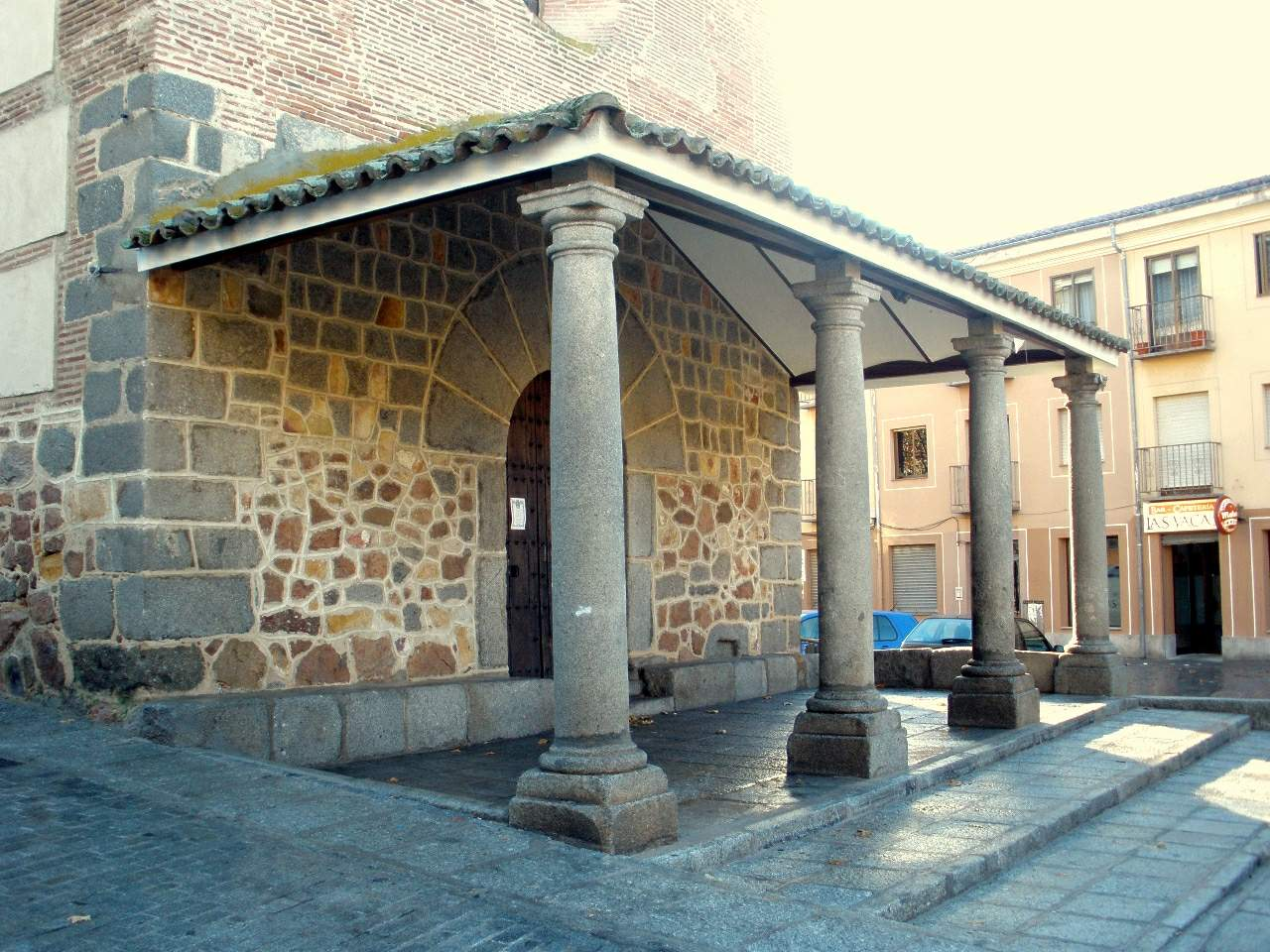
Detalle de la entrada

La ermita de Nuestra Señora de las Vacas es un edificio religioso de la ciudad española de Ávila, en Castilla y León. Está situada en la plaza de las Vacas, zona sur, extramuros de la ciudad, y cuenta con la categoría de Bien de Interés Cultural, desde el 9 de abril de 1992.
Según algunos autores su origen podría remontarse a los tiempos anteriores a la invasión árabe; a mediados del siglo XIII pertenecía a la Orden de los Caballeros de San Juan de Jerusalén y en el siglo XV el primitivo edificio debía estar en ruinas.
El templo consta de dos partes claramente diferenciadas que pertenecen a dos momentos distintos de su construcción: la nave, parte más antigua y la cabecera o capilla mayor. La nave, construida entre 1460 y 1469 por Juan Núñez Dávila, tiene los muros en los que alterna el tapial y el ladrillo en los paños y la mampostería y el sillar de granito en el zócalo y esquinas. En el muro hastial se abre la sencilla portada de acceso al templo, cobijada por un pórtico sobre cuatro columnas y se levanta la espadaña de ladrillo y con tres troneras. La capilla mayor es herreriana, de gran perfección y simetría de volumen. Tiene planta cuadrada con dos ventanales termales abiertos en los muros norte y sur y pilastras que refuerzan los ángulos de la capilla. Exteriormente se remata con balaustrada y bolas típicamente escurialenses e interiormente se cubre con cúpula sobre pechinas decoradas por medallones con altorrelieve de los cuatro evangelistas. Al lado sur de la cabecera se adosa la sacristía del mismo estilo y época que ella y a la nave dos pequeñas capillas posteriores.
Es la sede del Ilustre patronato de la Santísima Trinidad y Nuestra señora de las Vacas